# Arthur Elliott (fotograf)
Arthur Elliott (1870, New York City – 20. listopadu 1938, Kapské Město) byl jihoafrický fotograf, který zaznamenal architekturu a každodenní život Kapského Města. Pořídil přes 10 000 fotografií Nizozemsko-Kapské architektury, čímž vytvořil bezkonkurenční obrazový záznam budov z počátku 20. století v Kapsku.

## Životopis

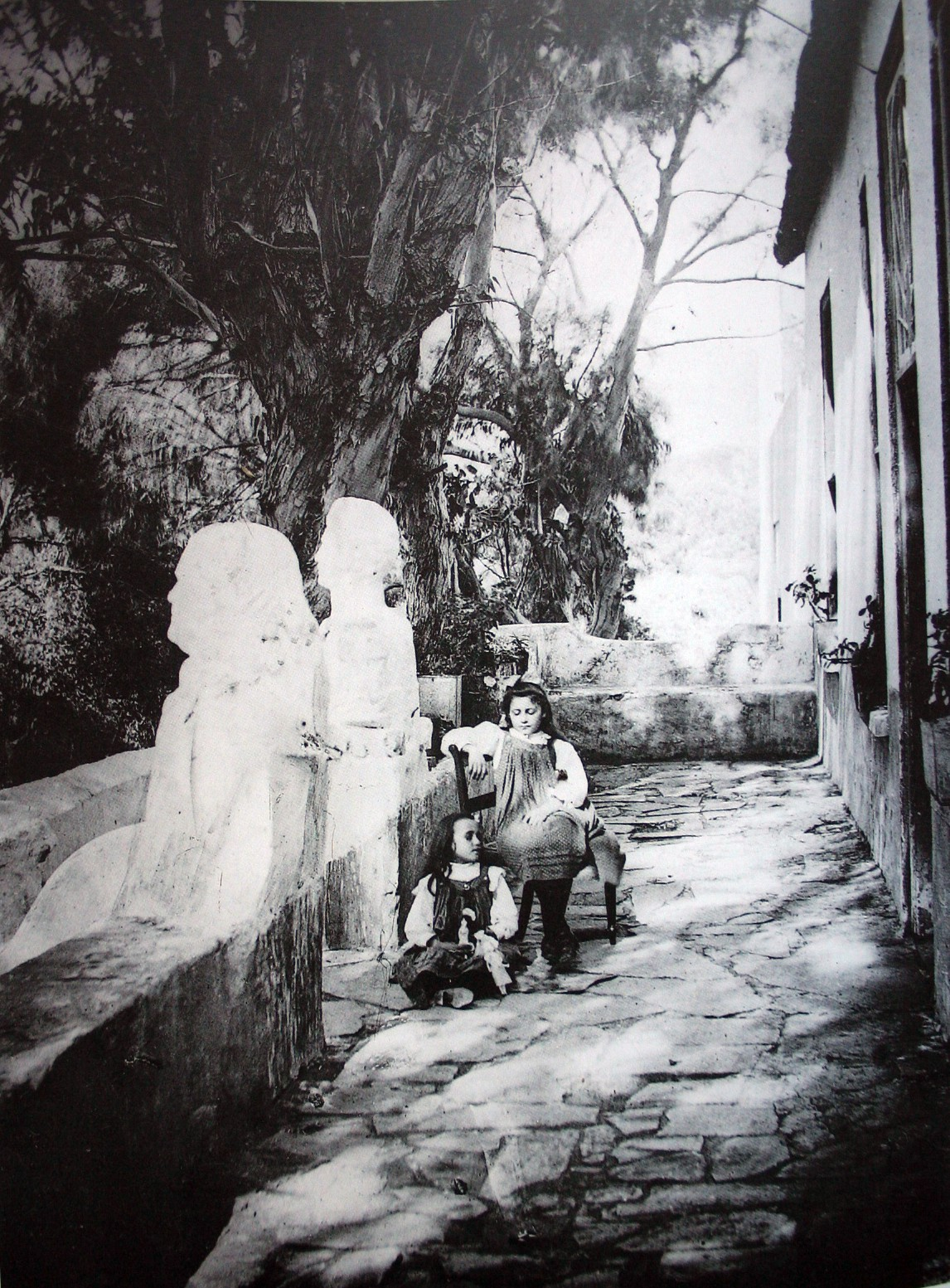
Imhoff's Gift

Elliott se narodil v New Yorku v roce 1870. Ve dvanácti letech osiřel a žil v Anglii a Indii, než ve 30 letech dorazil do Jihoafrické republiky. Vyzkoušel si různé práce jako scénograf nebo vedoucí výroby v Luscombe Searelle Acting Company v Johannesburgu.
Elliott zemřel v Kapském Městě 30. listopadu 1948.

## Dílo
Elliott skončil v Kapském Městě jako válečný uprchlík v roce 1900 a dal se na fotografování, které se mu stalo životní vášní. Jeho domov v Kapském Městě připomíná pamětní deska na ulici Long Street čp. 134. Měl řadu významných výstav v Kapském Městě ; v roce 1910, 1913 (s katalogem sestaveným Thealem a článkem F. K. Kendalla o architektuře Kapska), v roce 1926 (s úvodem historika Sira George Coryho), další v roce 1930, kterou uspořádal W. R. Morrison. Jeho poslední výstava v roce 1938 nesla název „The Cape, Quant and Beautiful“ a zahrnovala katalog vydaný Victorem de Kockinem. To mu dalo široké uznání a umožnilo mu vydělat si na živobytí prodejem tiskovin.
Zdá se, že Elliott byl odhodlán zaznamenat co nejvíce ze starých statků, budov a ulic, které rychle mizely se stále rostoucím tlakem na modernizaci. Za jeho života bylo publikováno pouze portfolio některých jeho snímků pro potřeby škol, ale v roce 1969 vytvořil výběr svých nejlepších snímků, zobrazující zemědělské usedlosti a historické budovy, s úvodem a anotacemi Hanse Fransena. Před svou smrtí nabídl Elliott svou sbírku fotografií místní vládě za 5000 liber, ale nabídka byla odmítnuta. Po jeho smrti byla jeho sbírka získána vládou a předložena Cape Archives. Později bylo přidáno dalších 1 000 fotografií ze sbírky W. R. Morrisona. Elliott Collection, jak se jeho soubor fotografií začal nazývat, byl široce využíván autory píšícími o všech aspektech staré architektury Kapska.

## Galerie

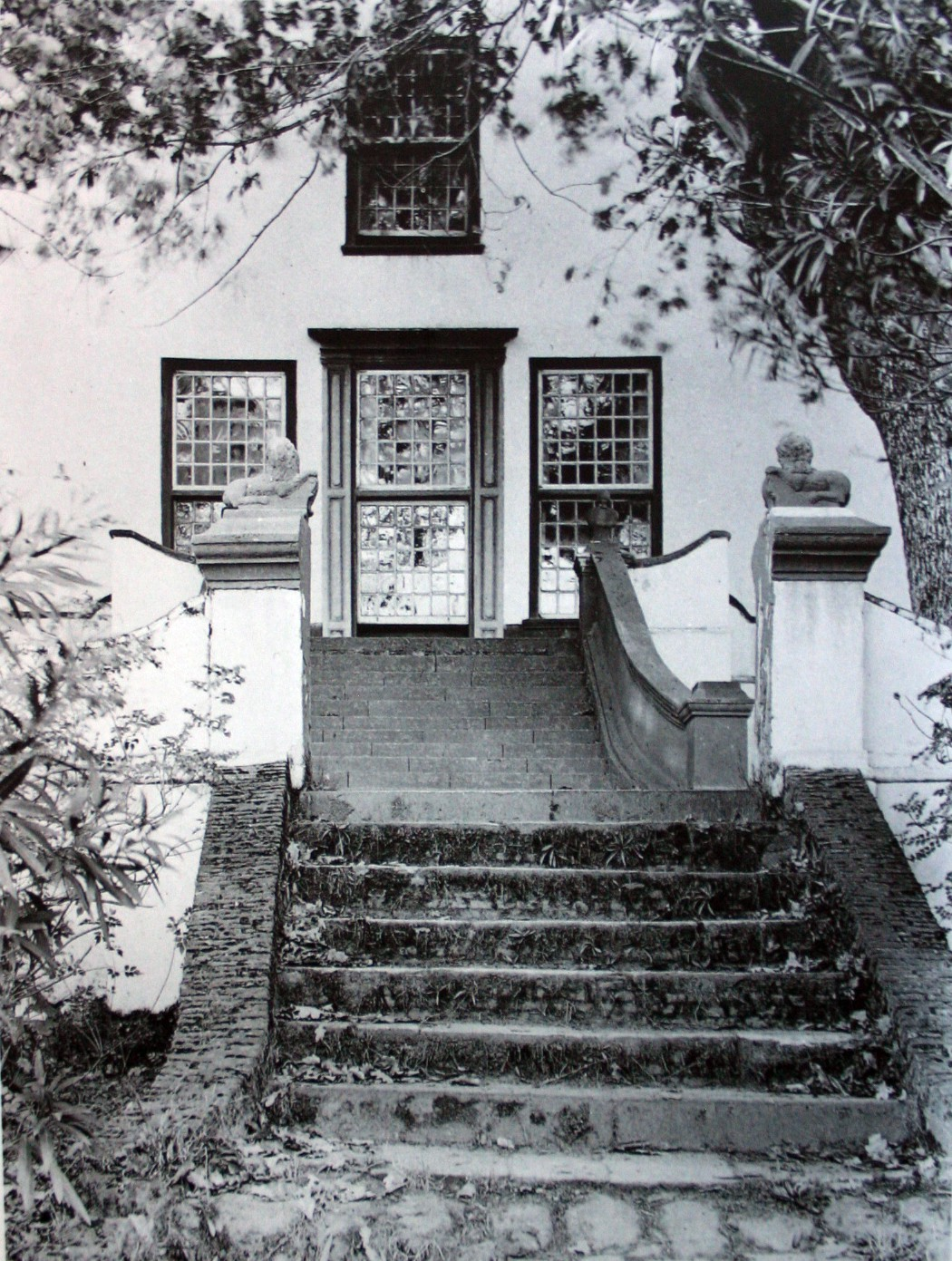
Alphen, 18th century farmhouse
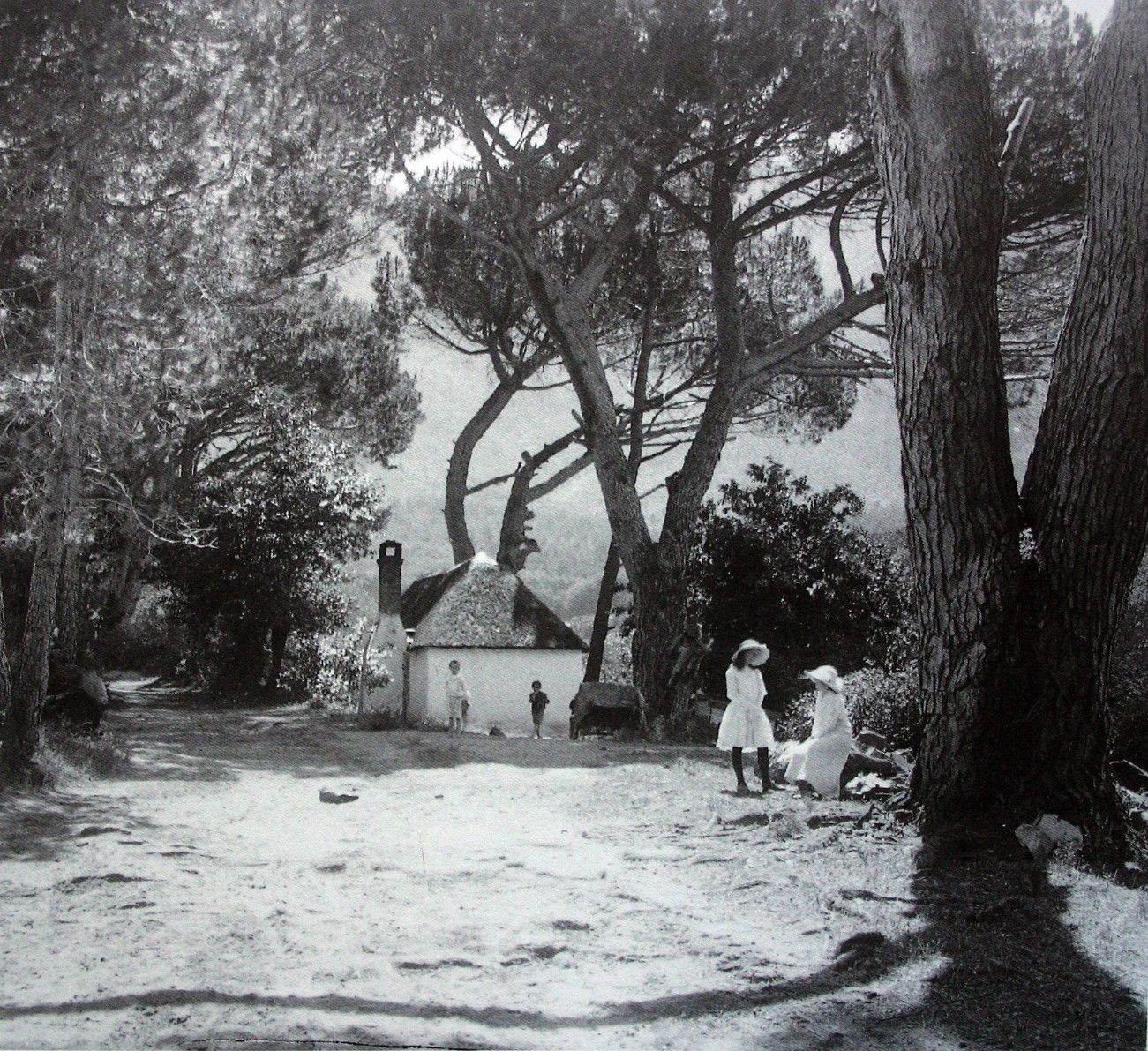
Cottage at Bishopscourt